# Amédée Pigeon
Pour les articles homonymes, voir Pigeon (homonymie).
Amédée Pigeon, né à Paris le 7 juin 1851 et mort à Paris 5e le 20 décembre 1905, est un poète et écrivain français.
Pigeon est critique d'art à la Gazette des beaux-arts (il écrit des articles sur l'art allemand et sur l'art anglais) et journaliste au Figaro où il suit le courrier d'Allemagne. Il donne cinq poèmes dans la troisième série du Parnasse contemporain. Lecteur français à l'Université de Bonn, puis auprès de l’impératrice Augusta, épouse de Guillaume Ier. En 1881, il suggère Jules Laforgue pour prendre sa suite à ce poste. Il est le neveu de Gaston Boissier.

## Œuvres
- Les Deux Amours, poésie (1876)
- L'Allemagne de M. de Bismarck (1885)
- La Confession de Mme de Weyre, roman (1886)
- Le Mouvement des arts en Allemagne : Sebastiano del Piombo (1887)
- Une femme jalouse, roman moderne (1888)
- Gabriele d'Annunzio, poète et romancier italien (1892)